# Burg Nardaran
Die Burg Nardaran ist eine Burg auf der Halbinsel Abşeron im Ort Nardaran, die Teil der Befestigungskette auf der Halbinsel war. Sie gehört zu den am besten erhaltenen Burgen von Apscheron. Die Burg wurde 1301 durch den Baumeister Mahmud ibn Saad erbaut.

## Burganlage
Die fünf Meter dicken Mauern der Burg bilden nahezu ein Quadrat, an den Ecken befinden sich Rundbasteien. Auf der Mauer verläuft ein Gang mit Brustwehr, die alle anderthalb Meter von Schießscharten durchbrochen wird. In der Mitte des Hofes befindet sich ein dreigeschossiger Wohnturm, dessen oberstes Geschoss der Verteidigung diente. Die Wendeltreppe beginnt im ersten Obergeschoss, die Räume werden von Steingewölbe abgeschlossen. Die Mauern des Turms sind verputzt.